# Durmuşlu, Kozan
Durmuşlu là một xã thuộc huyện Kozan, tỉnh Adana, Thổ Nhĩ Kỳ. Dân số thời điểm năm 2009 là 458 người.